# 怀仁县 (江苏)
怀仁县，古县名。即今中国江苏省连云港市赣榆县。南北朝时，置怀仁县，隋、唐、宋因之，金大定七年（1167年）复名赣榆县，隶于海州。

## 史料

### 《与怀仁令陈德任新作占山亭二绝》
宋神宗元丰八年（1085年）五月，苏轼被任为登州知州，路经怀仁县（今赣榆县）占山亭（在今赣马镇赣马中学内），作《与怀仁令陈德任新作占山亭二绝》

### 《宿怀仁县寄东海苟处士》
唐朝刘长卿宿于怀仁县（今赣榆县）作此诗相寄友人。